# The Girl I Loved in Sunny Tennessee
The Girl I Loved in Sunny Tennessee, oft auch The Girl I Left in Sunny Tennessee, ist ein US-amerikanisches Lied, das zuerst im Vaudeville populär wurde und nach Charlie Pooles Aufnahme von 1925 als Standardstück in Old-Time Music und Bluegrass überging.
Das Lied handelt von Liebe und Tod. Der Sänger berichtet davon, endlich wieder in seine alte Heimat, das „Sunny Tennessee“, zurückzukehren, und seine Geliebte Mary wiederzusehen. Er erinnert sich an die glücklichen Zeiten, die er in Tennessee verbrachte, doch als der Zug in den Bahnhof einfährt, sieht er lediglich seine Verwandten, nicht aber Mary. Das Stück endet damit, dass die Mutter dem Sänger mitteilt, dass Mary gestorben sei.

## Geschichte

### Entstehung

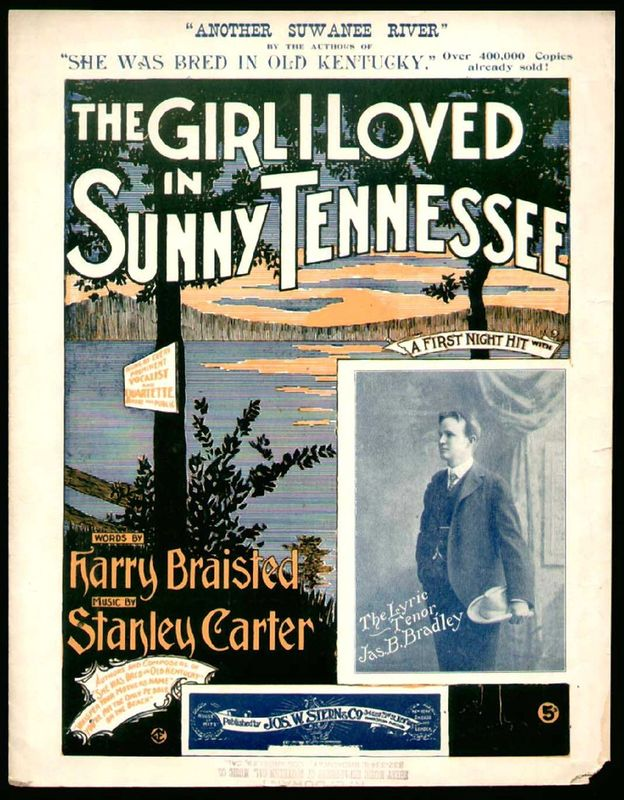
Sheet-Music-Ausgabe des Verlages Joe Stern Publishing von 1899 mit dem „Lyric Tenor“ Jas. B. Bradley

Über die Entstehung des Liedes gibt es verschiedene Angaben. Übereinstimmend geben alle Quellen das Jahr 1899 als Entstehungsjahr an. Viele Quellen sowie auch die zeitgenössischen Cover der Notenausgaben des Verlages Joe Stern Publishing nennen Harry Braisted (Text) und Stanley Carter (Melodie) als Autoren, während Wayne Erbsen in seinem Buch Backpocket Bluegrass Song Book Henry Berdan und Frederick J. Redcliff angibt. Erstmals aufgenommen wurde der Song noch im selben Jahr von Byron G. Harlan, der für Edison Records eine Wachszylinder-Aufnahme machte (Edison 5716), dem 1900 ebenfalls für Edison das Duo Sweet & Zimmerman folgte. 1901 spielte Harlan The Girl I Loved in Sunny Tennessee zusammen mit Frank Stanley für Columbia Records erneut ein. Anfang des Jahrhunderts wurde das Stück im Vaudeville durch einen singenden Komiker namens „The Little Magnet“ populär. Zwischen 1899 und 1925 wurden jedoch vergleichsweise wenige Aufnahmen gemacht.

### Aufnahmen durch Folkmusiker
Am 27. Juli 1925 wählte der Old-Time-Musiker Charlie Poole für seine erste Session für Columbia unter anderem The Girl I Loved in Sunny Tennessee aus, dass er als The Girl I Left in Sunny Tennessee aufnahm. Begleitet wurde er von Posey Rorer an der Fiddle und Norman Woodlieff an der Gitarre, die als North Carolina Ramblers bekannt waren. Die Aufnahme wurde zusammen mit I'm the Man That Rode the Mule 'Round the World veröffentlicht und verkaufte 65.000 Exemplare, was vor allem The Girl I Left in Sunny Tennessee unter den ländlichen Musikern der Südstaaten einen enormen Popularitätsschub gab.
Zwischen 1925 und 1939 nahmen unzählige Old-Time-Musiker das Stück auf, unter anderem Ernest Stoneman (1927), Asa Martin und James Carson (geb. James Roberts) (1931), die Red Fox Chasers (1929), die Floyd County Ramblers, die Dixon Brothers (1936) und viele weitere. 
The Girl I Loved in Sunny Tennessee ging durch die viele Coverversionen Ende der 1930er-Jahre, als die traditionelle Old-Time Music im Bluegrass aufging, in ebendieses Genre über und wurde in den nachfolgenden Jahren zu einem Klassiker des Bluegrass. Bis heute gehört das Lied zum Repertoire zahlreicher Bluegrass-Bands. Zudem entstand bereits in den 1920er-Jahren eine Parodie mit dem Titel Bulldog Down in Tennessee. Außerdem weisen Down on the Farm und I'll Be There, Mary Dear Ähnlichkeiten auf. Letzteres wurde ebenfalls von Charlie Poole aufgenommen.

## Coverversionen
Abgesehen von den oben erwähnten Künstlern nahmen zahlreiche weitere Musiker und Gruppen das Stück auf. Einige davon sind Jenks Carman, Rusty York, Clarence Ashley und Doc Watson, Wade Mainer, Bill Clifton oder Norman Blake.